# Russ Landau
Pour les personnes ayant le même patronyme, voir Landau.
Russ Landau est un compositeur de musique de séries télévisées.

## Filmographie
- 1987 : Cat & Mousse (TV)
- 1988 : Voices from the Attic
- 1990 : Project: Tin Men (TV)
- 1996 : Extrême urgence ("L.A. Firefighters") (série télévisée)
- 1998 : Nowhere Land
- 1998 : Traque sur Internet ("The Net") (série télévisée)
- 1998 : Telling You (en)
- 1999 : Love and Action in Chicago (en) (vidéo)
- 2000 : Survivor - Season One: The Greatest and Most Outrageous Moments (vidéo)
- 2001 : Survivor - Season Two: The Greatest and Most Outrageous Moments (vidéo)
- 2001 : Killer Bud
- 2001 : Fear Factor (en) (série télévisée)
- 2002 : Superfire, l'enfer des flammes (Superfire) (TV)
- 2002 : Dog Eat Dog (jeu télévisée)
- 2002 : New Zealand: The Royal Tour (TV)
- 2003 : The Restaurant (série télévisée)
- 2003 : Average Joe (série télévisée)
- 2004 : Jam
- 2004 : Lost